# Tinus peregrinus
Tinus peregrinus là một loài nhện trong họ Pisauridae.
Loài này thuộc chi Tinus. Tinus peregrinus được miêu tả năm 1924 bởi Bishop.